# John Sweller
John Sweller é um psicólogo educacional australiano que é conhecido pela formulação da  influente teoria da carga cognitiva.
Tem um doutoramento do Departamento de Psicologia da Universidade de Adelaide – a sua tese intitulou-se "Efeitos do treino  de discriminação inicial sobre a subsequente mudança de aprendizagem em animais e humanos" - e também tem um Bacharelato de Artes (Honorário) da mesma instituição.
É autor de mais de 80 publicações académicas, principalmente de pesquisa na ciência cognitiva e no design instrucional, com especial destaque para as implicações instrucionais das limitações da memória de trabalho (por exemplo,  Sweller, Merrienboer & Pass, 1998)  e suas consequências para os procedimentos instrucionais.
Sweller é membro da  ASSA  (das Ciências Sociais na Austrália[ligação inativa]), membro emérito da APC (Academia Paraense de Ciências) e actualmente é professor emérito da Universidade Nova de Gales do Sul.